# فرانك بانكر غيلبريث
فرانك بانكر غيلبريث (بالإنجليزية: Frank Bunker Gilbreth)‏ (7 يوليو 1868 -14 يونيو 1924) مهندس أمريكي، ومستشار، ومؤلف معروف بدفاعه المكبر عن الإدارة العلمية، ورائد في دراسة الزمن والحركة، وربما يُعرف باسم الأب والشخصية المركزية في رواية أرخص بالدزينة.
كان هو وزوجته ليليان مولر غيلبريث مهندسين صناعيين وخبيرا كفاءة، ساهما في دراسة الهندسة الصناعية في مجالات مثل دراسة الحركة والعوامل البشرية.

## سيرته

### النشأة والتعليم
ولد غيلبريث في فيرفيلد، مين، في 7 يوليو 1868. كان الابن الثالث والوحيد لجون هايرم غيلبريث ومارثا بانكر غيلبريث. والدته معلمة مدرسة. امتلك والده متجرًا للأدوات وكان مربيًا للماشية. عندما بلغ غيلبريث من العمر ثلاث سنوات ونصف، توفي والده فجأة بسبب الالتهاب الرئوي.:75
بعد وفاة والده نقلت والدته الأسرة إلى أندوفر بولاية ماساشوستس، للعثور على مدارس أفضل لأطفالها. أدارت عائلة زوجها الأملاك الكبيرة التي تركها زوجها. وبحلول خريف عام 1878، فُقد المال أو سُرق، واضطرت مارثا غيلبريث إلى إيجاد طريقة لكسب العيش. نَقلت الأسرة إلى بوسطن لوجود مدارس عامة جيدة. فتحت نزلًا لأن راتب معلمة المدرسة لم يكفِ لدعم الأسرة.:76–77
لم يكن غيلبريث طالبًا جيدًا. التحق بمدرسة رايس للقواعد، لكن والدته قلقت عليه بما يكفي لتعليمه في المنزل لمدة عام. التحق بمدرسة بوسطن الثانوية الإنجليزية، وتحسنت درجاته عندما أصبح مهتمًا بصفوف العلوم والرياضيات. أخذ امتحانات القبول لمعهد ماساتشوستس للتكنولوجيا، لكنه أراد أن تكون والدته قادرة على التخلي عن النزل. فقرر الذهاب إلى العمل بدلًا من الكلية.:77–78

## الأعمال

### دراسات الحركة
خدم غيلبريث في الجيش الأمريكي خلال الحرب العالمية الأولى. كانت مهمته إيجاد وسائل أسرع وأكثر كفاءة لتجميع وتفكيك الأسلحة الصغيرة. وفقًا لكلود جورج عام 1968، قلل غيلبريث جميع حركات اليد إلى مزيج من 17 حركة أساسية. وشمل ذلك الإمساك، ونقل الحمل، والتحميل. أطلق غيلبريث على الحركات اسم ثيربليغ، وهي عكس حروف غيلبريث مع الحفاظ على ترتيبها. استخدم كاميرا الصور المتحركة التي جرت معايرتها في أجزاء من دقائق إلى أصغر زمن لحركات العمال.
سبق تركيزهم على «أفضل طريقة» وطريقة ثيربليغ تطور تحسين الجودة المستمر، وفهم أواخر القرن العشرين أن الحركات المتكررة يمكن أن تؤدي إلى تعرض العمال لإصابات الحركة المتكررة.
كان غيلبريث أول من اقترح منصب «مساعد» (مصطلح غيلبريث) للجراح، وهو الذي يسلم الأدوات الجراحية للجراح حسب الحاجة. ابتكر غيلبريث أيضًا التقنيات المعيارية التي تستخدمها الجيوش في جميع أنحاء العالم لتعليم المجندين كيفية تفكيك أسلحتهم وإعادة تجميعها بسرعة حتى عندما يكونون معصوبي العينين أو في الظلام الدامس.

### إدارة علمية
غالبًا ما ارتبط عمل غيلبريث بعمل فريدريك وينسلو تايلور، ولكن هناك اختلاف فلسفي كبير بين غيلبريث وتايلور. كان رمز تايلور ساعة الإيقاف، وكان مهتمًا بشكل أساسي بتقليل أوقات العملية. في المقابل، سعى الزوجان غيلبريث لجعل العمليات أكثر كفاءة من خلال تقليل الحركات المعنية. رأى الزوجان أن نهجهما أكثر اهتمامًا برفاهية العمال من الطريقة التايلورية، التي كثيرًا ما نظر إليها العمال أنفسهم باعتبارها معنية بالأرباح في الأساس. أدى هذا الاختلاف إلى خلاف شخصي بين تايلور والزوجان غيلبريث، والذي تحول بعد وفاة تايلور إلى عداء بين الزوجين وأتباع تايلور. بعد وفاة فرانك، اتخذت ليليان غيلبريث خطوات لرأب الصدع، لكن ما يزال هناك بعض الخلاف حول مسائل التاريخ والملكية الفكرية.

### دراسة التعب
عند تنفيذ طريقتهم لدراسة الحركة في العمل، وجدا أن مفتاح تحسين كفاءة العمل هو تقليل الحركات غير الضرورية. لم تكن بعض الحركات غير ضرورية فحسب، بل تسببت أيضًا في تعب الموظف. تضمنت جهودهما للحد من التعب تقليل الحركات، وإعادة تصميم الأداة، ووضع الأجزاء، والمقعد وارتفاعه، حيث بدآ في تطوير معايير مكان العمل. فتحت أعمال الزوجان غيلبريث أساسًا للفهم المعاصر لبيئة العمل.